# تومي ليتش
تومي ليتش (بالإنجليزية: Tommy Leach)‏ هو لاعب كرة قاعدة أمريكي، ولد في 4 نوفمبر 1877 في فرنتش كريك في الولايات المتحدة، وتوفي في 29 سبتمبر 1969 في هينز سيتي في الولايات المتحدة.

## وصلات خارجية
- تومي ليتش على موقعبيزبول رفرنس.كوم (الدوري الرئيسي) (الإنجليزية)
- تومي ليتش على موقع جمعية أبحاث البيسبول الأمريكية (الإنجليزية)